# Іваненко Григорій Васильович
Григо́рій Васи́льович Іваненко (партійний псевдонім Бараба; * 9 листопада 1893, с. Довге, Дрогобицький повіт, Королівство Галичини та Володимирії — † 14 вересня 1938, Харків) — активний учасник комуністичного руху на Західній Україні, один із керівників КПЗУ.

## Життєпис

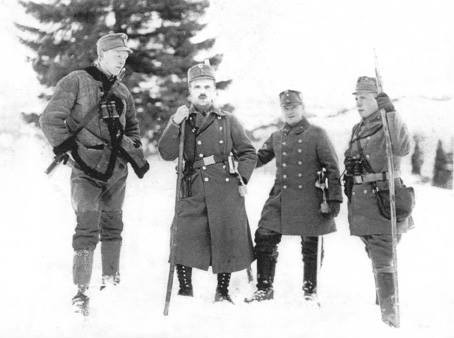
Старшини сотні Вітовського, зліва направо: Григорій Трух, Дмитро Вітовський, Омелян Левицький, Григорій Іваненко

Народився у селянській сім'ї. Освіту здобув у Дрогобицькій бурсі, згодом зарахований до гімназії. Брав участь у національному молодіжному й січовому рухах, за що його не раз виключали з навчальних закладів.
Під час Першої світової війни — четар леґіону Українських Січових Стрільців, відзначився у боях у Карпатах 1915 р.
Потрапив у російський полон (Омськ, 1915—1918).
1919 — став членом РКП(б), брав участь у Громадянській війні в Сибіру.
1920 — направлений політичним працівником до військових частин Червоної Української Галицької Армії.
Від 1921 — член ЦК Комуністичної партії Східної Галичини (від 1923 — Комуністична партія Західної України), очолював підпільні окружні комітети партії в Східній Галичині, делегат конгресів Комінтерну.
1928—1933 — секретар ЦК КПЗУ і кандидат у члени політбюро. П'ять років провів у польських в'язницях.
Автор низки брошур і статей з питань комуністичного руху в Західній Україні.
1933 — разом з іншими керівниками КПЗУ відкликаний до УСРР і внаслідок розходжень із політикою ВКП(б) і КП(б)У був засуджений до 10 років ув'язнення за «належність до Української Військової Організації». Відбував покарання на Соловках. За визначенням чекістів, належав до групи українських політв'язнів, «непримиримых к Соввласти».
Помер у в'язниці Харкова.